# Gunter Wehnert
Gunter Wehnert (* 7. Oktober 1965 in Dessau) ist ein ehemaliger deutscher Tennisspieler.

## Werdegang
Wehnert spielte für Motor Dessau und wurde 1982 Tennis-Juniorenmeister der DDR. Im Herrenbereich wurde Wehnert 1986 DDR-Vizemeister. Als er 1989 die Tennis-Meisterschaft der Deutschen Demokratischen Republik im Einzel gewann, trat er für den Verein Empor Buna Halle-Neustadt an. Nach der Öffnung der innerdeutschen Grenze im November 1989 trat er noch im selben Monat in der Bundesrepublik bei der niedersächsischen Hallenmeisterschaft an, Wehnert unterlag bei dem Turnier in der ersten Runde.
Anfang Dezember 1989 wechselte er zum bundesdeutschen Regionalligisten Tennisgemeinschaft Bochum 1949. Für den Verein errang er im Jahr 1990 an der Seite von Dietrich Schirmann die Westfalenmeisterschaft im Doppel. 1991 wurde Wehnert Tennistrainer bei der DJK Altdorf, 1992 schloss er eine Ausbildung zum staatlich geprüften Tennislehrer ab und übte diese Tätigkeit fortan hauptberuflich aus. Er war als Tennistrainer auch in Bad Gögging, Abensberg, Riedenburg und Kelheim tätig.